# Francis Mankiewicz
Pour les articles homonymes, voir Mankiewicz.
Francis Mankiewicz est un réalisateur, scénariste et producteur québécois, né le 15 mars 1944 à Shanghai (Chine) et mort le 14 août 1993 à Montréal (Canada). Son père était un cousin au second degré des fameux frères Joseph L. Mankiewicz et Herman J. Mankiewicz.

## Biographie
Francis Mankiewicz est né à Shanghai en 1944. Sa famille émigre à Montréal en 1945.
Francis fait son cours secondaire au Collège Stanislas avant d'obtenir un diplôme en géologie à l’Université de Montréal. Il travaille quelque temps comme géologue, puis, attiré par le cinéma, il se rend à Londres étudier pendant deux ans à la ‘London School of Film Technique’. Revenu au Québec, il travaille comme assistant-réalisateur, notamment sur le film semi-érotique L'Amour humain de Denis Héroux. 
En 1971, il écrit et réalise son premier film, la chronique Le Temps d'une chasse. L'œuvre est présentée au festival de Venise en août 1972 et remporte trois prix aux Canadian Film Awards. De 1973 à 1978, Mankiewicz réalise des courts-métrages didactiques. À l’automne 1978, son second long-métrage, la comédie dramatique Une amie d'enfance, prend l’affiche. Adaptation d’une pièce de théâtre écrite par Louis Saïa et Louise Roy, le film passe pratiquement inaperçu à sa sortie. Il n’en sera pas de même du film suivant, Les Bons Débarras. 
Basé sur un scénario original écrit par le romancier Réjean Ducharme, Les Bons Débarras est d’abord présenté au festival de Berlin avant de prendre l’affiche au Québec au cours de l’hiver 1980. Mélange de naturalisme et de poésie, le film est considéré dès sa sortie comme une œuvre charnière de la cinématographie québécoise, un jugement que le temps confirmera. Ainsi, en 2003, un sondage organisé par le journal montréalais La Presse désigne Les Bons Débarras comme le meilleur film de l’histoire du cinéma québécois. Le film aide à établir la réputation des comédiens principaux, Marie Tifo et Germain Houde, en plus de faire découvrir une toute jeune Charlotte Laurier. En 1981, le film prend l'affiche à New York et récolte 8 prix Génies à Toronto dont celui du meilleur film et de la meilleure réalisation.
Francis Mankiewicz et Réjean Ducharme font à nouveau équipe pour Les Beaux Souvenirs sorti en salles à l’automne 1981. Cette fois-ci, la critique est plus mitigée. On reconnaît le soin apporté à la mise en scène et le talent des interprètes, mais l’œuvre est jugée inaboutie et globalement inférieure au film précédent. Les Beaux Souvenirs sera la dernière collaboration entre Mankiewicz et Réjean Ducharme qui, de son côté, n’écrira plus directement pour le cinéma. 
Mankiewicz travaille un certain temps à l’adaptation du roman d’Anne Hébert Les Fous de Bassan, mais une mésentente avec les producteurs le pousse à quitter le projet qui sera finalement réalisé par Yves Simoneau. Mankiewicz, de son côté, se rend à Toronto où il réalise le court-métrage The Sight, d’après une nouvelle de Brian Moore, puis le téléfilm policier And Then You Die.  
De retour au Québec, il coécrit et réalise le drame romantique Les Portes tournantes, une coproduction Canada-France inspirée d'un roman de Jacques Savoie, qui scénarise le film avec Mankiewicz. La comédienne principale du film est Monique Spaziani qui, à l'époque, est sa compagne. En mai 1988, le film est présenté au Festival de Cannes dans la section Un certain regard et remporte un prix œcuménique. À sa sortie en salles, pendant l'été 1988, le film reçoit un accueil critique et public honorable. 
Par la suite, Mankiewicz tourne deux téléfilms de quatre heures pour la télévision canadienne anglaise : Love and Hate: The Story of Colin and Joanne Thatcher en 1989 et Conspiracy of Silence en 1991. Les deux films abordent des cas réels ayant défrayé la chronique judiciaire et récoltent respectivement 7 et 5 prix Geminis, dont ceux de la meilleure mini-série et de la meilleure réalisation.  
Mankiewicz est mort d'un cancer en août 1993 à l’âge de 49 ans.

## Filmographie

### comme réalisateur

#### Au cinéma
- 1972 : Le Temps d'une chasse
- 1978 : Une amie d'enfance
- 1980 : Les Bons Débarras
- 1981 : Les Beaux Souvenirs
- 1985 : The Sight (court métrage)
- 1988 : Les Portes tournantes

#### À la télévision
- 1987 : And Then You Die
- 1989 : Love and Hate: The Story of Colin and Joanne Thatcher
- 1991 : Conspiracy of Silence

### comme scénariste
- 1988 : Les Portes tournantes

### comme producteur
- 1973 : Les Allées de la terre

## Distinctions

### Récompenses
- 1981 : Prix Génie du meilleur film pour Les Bons Débarras.
- 1988 : Prix œcuménique : mention spéciale du jury, lors du Festival de Cannes pour Les Portes tournantes.

### Nominations
- 1989 : Prix Génie de la meilleure réalisation pour Les Portes tournantes
- 1989 : Prix Génie du meilleur scénario adapté avec Jacques Savoie pour Les Portes tournantes